# Heliophila variabilis
Heliophila variabilis là một loài thực vật có hoa trong họ Cải. Loài này được Burch. ex DC. mô tả khoa học đầu tiên.